# Papuascincus phaeodes
Papuascincus phaeodes là một loài thằn lằn trong họ Scincidae. Loài này được Vogt mô tả khoa học đầu tiên năm 1932.